# Porn 2.0
Porn 2.0, così chiamato in riferimento al concetto di Web 2.0, si basa sull'idea di siti web con contenuto user-generated: ciò esce dagli schemi del tradizionale rapporto tra produttori e consumatori della pornografia su Internet.
Alcuni autori includono il Porn 2.0 all'interno di un concetto più ampio che è quello del Neoporn il quale comprende anche la pornografia User Generated precedente alla diffusione di Internet.
A seguito del successo di YouTube, che ha permesso che i video dei consumatori fossero contemporaneamente anche i video dei produttori stessi, i siti Porn 2.0, come ad esempio YouPorn, Pornhub, Xtube e RedTube, hanno fatto in modo che si costituisse la stessa identica logica tra produttori e consumatori di video (che prima erano invece solamente passivi), creando questa compartecipazione della loro propria pornografia amatoriale in una comunità Web.
Mentre i siti Porn 2.0 aumentano progressivamente la loro popolarità e l'interesse da parte del pubblico, parimenti hanno lasciato dietro di loro una valanga di critiche e problematiche di tipo legale soprattutto in merito alla questione del copyright del contenuto dei video e alla privacy delle persone coinvolte nei video stessi.